# Bruce Allpress
Bruce Robert Allpress (25 de agosto de 1930 - Auckland, 23 de abril de 2020) foi um ator neozelandês.

## Biografia
Allpress cresceu em Dunedin, o segundo filho de William e Gladys Allpress.  Ele começou a se apresentar na década de 1960 em um show de menestréis de vaudeville chamado Cheeseman Singer Series. Ele começou a trabalhar em drama para televisão com um papel na série Hunter's Gold, depois passou vários anos como personagem regular na novela do final dos anos 1970, Close to Home.
Ele apareceu em muitos dramas de televisão e também apresentou em produções de televisão e rádio. Em meados da década de 1980, ele foi regular no The Billy T. James Show, bem como atuou ao lado de Tommy Lee Jones no filme de aventura pirata Nate and Hayes. Seu papel mais conhecido é Aldor, arqueiro de Rohan que acidentalmente atirou no primeiro Uruk-hai de seu exército no filme O Senhor dos Anéis: As Duas Torres .
Allpress morreu em 23 de abril de 2020, aos 89 anos, seis meses após o diagnóstico de esclerose lateral amiotrófica.

## Prêmios
Em 1981 e 1983, Allpress recebeu o Prêmio Feltex Television de Melhor Ator da série Jocko.

## Filmografia
| Ano  | Título                                  | Função                 | Notas |
| ---- | --------------------------------------- | ---------------------- | ----- |
| 1981 | Beyond Reasonable                       | Detectivez Sam Keith   |       |
| 1981 | Bad Blood                               | Inspetor Calwell       |       |
| 1982 | O espantalho                            | Tio atol               |       |
| 1983 | Nate e Hayes                            | Sr. Blake              |       |
| 1985 | Came a Hot Friday                       | Pai do don             |       |
| 1985 | Should I Be Good?                       | Neville Oswald         |       |
| 1990 | The Shrimp on the Barbie                | Sr. Ridley             |       |
| 1993 | O piano                                 | Afinador de Piano Cego |       |
| 2002 | O Senhor dos Anéis: As Duas Torres      | Aldor                  |       |
| 2006 | Ozzie                                   | Charlie Foster         |       |
| 2007 | O Cavalo de Água: Lenda das Profundezas | Jock McGowan           |       |
| 2008 | Power Rangers Jungle Fury               | Master Phant           |       |
| 2011 | Rest for the Wicked                     | Sr. Maxwell            |       |